# Мушег III Мамикониан
Мушег III Мамикониан (јермнски: Մուշեղ Գ Մամիկոնյան) био је јерменски спарапет који се борио против Арапа за време Муслиманске инвазије на Персију. Убијен је током битке за Кадисију која се одиграла 636. год.

## Породица
Породица Мушега III Мамикониана остала је спорна. Јерменски историчар Себеос назива га сином Давита Мамикониана. Према Кристиану Степиану, Давит је вероватно био син Хамазаспа, који је био син Мушега II Мамикониана.Међутим, Кирил Туманов сматра , Давита сином Вахана II. Историчари се, међутим, слажу да је Мушег био старији брат Хамзаспа IV и Григора I Мамикониана, који су иначе обојца били Јерменски кнезови.

## Смрт
Године 636, Мушег III, на челу војске од 3000 људи, и Новираком Григором II, кнезом од Сијунија, као заповедником војске од 1000 људи, сачињавао Јерменски контигент који се придружио Ростаму Фарохазду, иначе спахбеду сасанидских снага, који се припремао за борбу са мусламанским Арапима, који су се налазили у походу на Кадасију.
Мушег III, је заједно са своја два сестрића, и својим сином Григором II, погинуо за време битке, укључујући ту и сасанидског генерала Ростама Фарохзада и велики део сасанидске војске.

## Деца
Према Кирилу Туманову, и неким другим историчарима, Мушег је имао сина по имену Мушег IV Микониан, који је такође био спарапет и јерменски принц.